# 阴山棘豆
阴山棘豆（学名：Oxytropis inschanica）为豆科棘豆属下的一个种。